# 烈火军校
《烈火军校》（英語：Arsenal Military Academy），2019年中国大陆民初热血青春励志剧。由白鹿、許凱、李程彬、吴佳怡领衔主演，爱奇艺于2019年8月6日首播。

## 播出时间
| 频道          | 所在地   | 播出日期       | 播出时间                                                                       |
| ------------- | -------- | -------------- | ------------------------------------------------------------------------------ |
| 爱奇艺        | 中国大陆 | 2019年8月6日   | 每周二至五20:00更新2集 VIP抢先看10集                                           |
| 爱奇艺频道    | 马来西亚 | 2019年8月7日   | 星期三至日 18:00-20:00（两集连播） （8月14日起改為星期三至日 20:00-22:00播出） |
| 东方卫视      | 中国大陆 | 2019年8月6日   | 每周一到五19:30两集联播                                                        |
| HUB娛家戲劇台 | 新加坡   | 2019年12月14日 | 每晚 19:00-20:00                                                               |

## 劇情簡介
善良正义的少女谢襄代兄从军，女扮男装进入烈火军校学习，与玩世不恭的富家子顾燕帧和冷静沉稳的沈君山成为同学并渐渐发展为并肩作战的战友。在军校严格残酷的训练机制下，谢襄不但要努力掩饰自己女扮男装的秘密，还要克服自己作为女性在军校生活中的种种的不便，更重要的，是要战胜自己柔弱的体质，努力完成军校所有的训练，顺利毕业。 在此过程中，谢襄和同窗好友们经历了一系列重大事件，也引发了一系列啼笑皆非的故事。最终，谢襄通过自己的不懈努力不但取得了出色的成绩，还赢得了教官的尊重，同时，也俘虏了两位优秀男同学的心。之后，日本军队增兵顺远，爱慕沈君山的织田显蓉化身日本商会会长从海外归来，一系列的阴谋和陷阱随之而来。谢襄在同学们的帮助下与日本人做斗争，在血雨腥风中逐渐成长，粉碎了织田显蓉的阴谋，并最终和顾燕帧走到了一起。

## 演员列表

### 主要演员
| 演員   | 角色   | 介紹 |
| 白鹿   | 谢襄   | 为了哥哥欺骗父母，女扮男装进入烈火军校学习并謊报自己叫谢良辰。单纯勇敢，善良，意志坚定，善于功夫，充满正义感，最终成长为一名合格的战士。喜欢顾燕帧。                                                         |
| 許凱   | 顧燕帧 | 长相帅气，聪明，精于随机应变，经常想出各种战术救同伴脱困，也喜欢变着花样逗谢襄开心。是个玩世不恭的富家子，进入烈火军校后经历了同伴们的牺牲，逐渐变得成熟稳重，只有在谢襄面前才会装傻充愣，孩子气，喜欢谢襄。 |
| 李程彬 | 沈君山 | 沈家二少爺一位外表气质不凡，内心却固守本心的富家公子。喜欢谢良辰 ，有理想有抱负，也很爱国，但他的缺点是他不容易相信别人。最终留在烈火军校担任教官。                                                          |
| 吴佳怡 | 曲曼婷 | 女明星，敢爱敢恨，思想开放，沈听白喜欢的人，喜歡顧燕禎。最後與沈听白在一起，成為沈听白之妻。 |

### 其他演員
| 演員   | 角色              | 介紹 |
| 邵兵   | 郭书亭            | 軍校教官。玉姐之夫，和玉姐结婚后，被宋副司令陷害，于烈火军校被枪毙。 |
| 林佑威 | 呂中忻            | 軍校教官。平時嚴肅 |
| 王一哲 | 紀瑾              | 认识沈君山十几年的好朋友。最终留在烈火军校担任教官。 |
| 刘润南 | 李文忠            | 思想單純，喜欢装腔作势，作惡多端，喜歡找女扮男裝的謝襄麻煩，還會威脅弱女子，典型的欺善怕惡，喜歡安雯。因自己的失误暴露了行踪，导致黄松的死。在送自己的父母逃离顺远后，为了帮助黃松復仇，在路上遇到一群日本人，奋力与日本人厮杀，最终同归于尽。                                                      |
| 蒙恩   | 朱彦霖            | 軍校學生。最终留在烈火军校担任教官。 |
| 刘思博 | 黄松              | 谢襄在军校的好友，为人老实淳朴。在保護陳教授中，为救李文忠而被日本人枪杀。对“谢香”有好感。 |
| 洪尧   | 沈听白            | 沈家大少爷，順遠商會會長，是沈君山的哥哥，喜欢曲曼婷，後與她成為夫妻。 |
| 孙涛   | 黄經理            | 富商沈君山的大管家，不但要懂得察言观色，谨慎行事，平日里除了帮助沈家打理帕里莫歌舞厅的生意，还帮着沈听白照顾心仪的舞女曲曼婷；而随着日本人在中国势力的擴张，帕里莫歌舞廳也难逃一劫，黄经理就这样在这股抗日浪潮中与沈家共同进退。                                                                    |
| 尹正   | 承瑞贝勒          | 貝勒爷，末代皇族的一员，他身上自带皇族矜贵气质，性情温柔中有点小高傲，优雅正直，多才多艺。被藤原一郎枪杀。 |
| 沈保平 | 榮王爺            | 承瑞貝勒的父親，末代皇族的一員。救过织田顯荣一命。被藤原一郎枪杀。 |
| 李勤勤 | 大福晉            | 榮王爺之妻，恶毒的女人，最后被显荣设计死于丈夫（王爷）的箭下。 |
| 怀远   | 裴顺              | 榮王爺旧部。 |
| 高雨儿 | 织田顯荣 (金顯蓉) | 沈君山在英國的同學，日本商会会长，喜歡沈君山，原本的名字是金显蓉，曾是榮王府的養女，後來大福晉害死了她的母親，而仇恨榮王府，为人阴险狡诈，心機很重，心肠歹毒，精于算计，非常殘忍，多次想要謝襄的性命，幫助日本人殺了很多中國人，在沈君山面前假裝是留英華僑。後被朱彥霖狙擊而死。 角色影射：川島芳子 |
| 馬昂   | 藤原一郎          | 織田顯榮(金顯蓉)的手下，曾假死后效忠于宫泽中将。 |
| 肖榮生 | 張司令            | 被宋副司令以慢性毒药毒害，嫁祸给谢襄。 |
| 李昂   | 宋副司令          | 毒杀张司令,嫁祸给谢襄,后被日本人所杀。 |
| 唐國忠 | 張景春            | |
| 宣璐   | 白碧云            | 白市長的女兒 |
| 张译兮 | 顧期期            | 顧燕幀的妹妹，天真烂漫可爱，对女扮男装的谢襄有好感。 |
| 安悦溪 | 安雯              | 安靜溫柔的花店老闆，李文忠喜歡的人。患有失忆症，靠记事本记住谢襄和李文忠，当她对李文忠产生情意之际，李文忠一家遭日本人追杀，李文忠为了让她忘记有关他的一切，就把记事本内有关他的内容都撕了，但她看见李文忠之墓时，眼睛不自觉落泪。                                                                  |
| 張鑫   | 譚小珺            | 謝襄的发小，長相甜美，对谢襄很好。 |
| 董力   | 謝良辰            | 謝襄的哥哥。在報考烈火軍校前在順遠車站抓賊，那賊搶了一輛小汽車，當場將他撞死。 |
| 方安娜 | 黃姐              | 黄松的姐姐，后有一女。 |
| 左小青 | 裴念青            | 年輕時與郭书亭是情侶關係。曲曼婷的亲生母亲。 |
| 何佳怡 | 曲母              | 曲曼婷的母亲，实为曲曼婷的大姨。 |
| 李解   | 曲怀书            | 曲曼婷的父親，實為曲曼婷的姨父。 |
| 刘敏   | 霍小玉            | 酒吧老闆娘，喜欢郭书亭。知道郭書亭是被司令府的人害死後，在自己的酒吧放炸彈，引司令府的人來，司令府的人當場被炸死，幫郭書亭報了仇。 |
| 鄭龍   | 六ㄦ              | 霍小玉的手下。死于织田显榮(金顯蓉)之手。 |
| 常铖   | 小刀              | 霍小玉的手下 |
| 费鲤齐 | 小陶              | 曲曼婷的经纪人和助理。 |
| 李俊逸 | 林宪伟            | 谢襄在回北京的车上遇到的热血学生代表。 林宪伟一直在学习日本先进知识，希望可以为在危难时刻的祖国尽一份力量。死在警察厅枪下。 |
| 张楠   | 元娉婷            | 女演员，曲曼婷的死對頭。 |